# Рамонський цукровий завод
Рамонський цукровий завод — російське та радянське підприємство з виробництва цукру у Воронезькій губернії та області.

## Історія
Наприкінці XVIII — на початку XIX століття власником села Рамонь був капітан у відставці Іван Іванович Тулінов (1754—1827). В 1826 він передав у власність маєток своєму сину Миколі Івановичу Тулінову (1810—1854), при якому в 1840 був заснований цукровий завод. Після нього у володіння маєтком в 1856 вступила його молодша сестра Ганна Іванівна (була одружена з генералом Петром Романовичем Шеле). Потім маєток кілька разів переходив до різних власників, поки його не купила дворянка Марія Миколаївна Вельямінова.
У 1878 році принцеса Євгенія Максиміліановна Ольденбурзька купила у Вельямінової рамонський маєток, що включав понад 3000 десятин землі і цукробуряковий завод. У 1895 році в селі було закладено дослідно-виробничу станцію з вирощування цукрових буряків, що було обумовлено розширенням буряко-цукрового виробництва на Рамонському цукровому заводі. В 1900 Євгенія Ольденбурзька відкрила при заводі кондитерську фабрику (її наступником в 1934 стала Воронезька кондитерська фабрика). У 1912 році дослідна виробнича станція набула статусу дослідно-селекційної.
У 1880 році було знесено стару будівлю заводу, збудоване Туліновим, і було збудовано нові заводські корпуси з високою димовою трубою. Продуктивність заводу було доведено до 150-200 центнеров цукру на добу. В 1891 додатково до цукрово-пісочного виробництва був відкритий рафінадний цех, який виробляв цукор-рафінад.
Перед Першою світовою війною, 1913 року, завод знову було реконструйовано. 
Наступні війна, Жовтнева революція і Громадянської війна завдали величезних збитків як сільському господарству, і самому заводу, що переробляв цукрові буряки. Після закінчення Громадянської війни на хвилі патріотичного підйому у вирішенні народно-господарських завдань, у Воронеж приїжджав Михайло Іванович Калінін, який відвідав і Рамонський цукровий завод.
У наступні роки до заводу були прокладені вузькоколійні шляхи, на виробництві з'явилися парові турбіни та встановлені потужні генератори, що постачали електроенергією не тільки завод, але також селекційну станцію та селище. 
1940 року, коли Рамонському цукровому заводу виповнилося 100 років, обласна газета " Комуна " та районна газета «За більшовицький урожай» помістили великі матеріали до його ювілею.
У роки Німецько-Радянської війни завод було евакуйовано.
Відновлення цукрового заводу почалося лише 1948 року і тривало по 1950 рік, коли 5 березня заводський гудок повідомив про запуск підприємства. 
З залізничною станцією Рамонь його з'єднала вузькоколійна залізниця з мостом через річку Воронеж. 1954 року добову переробку буряків було доведено до 13 тысяч центнерів, а через десять років — до 20 тысяч центнерів.

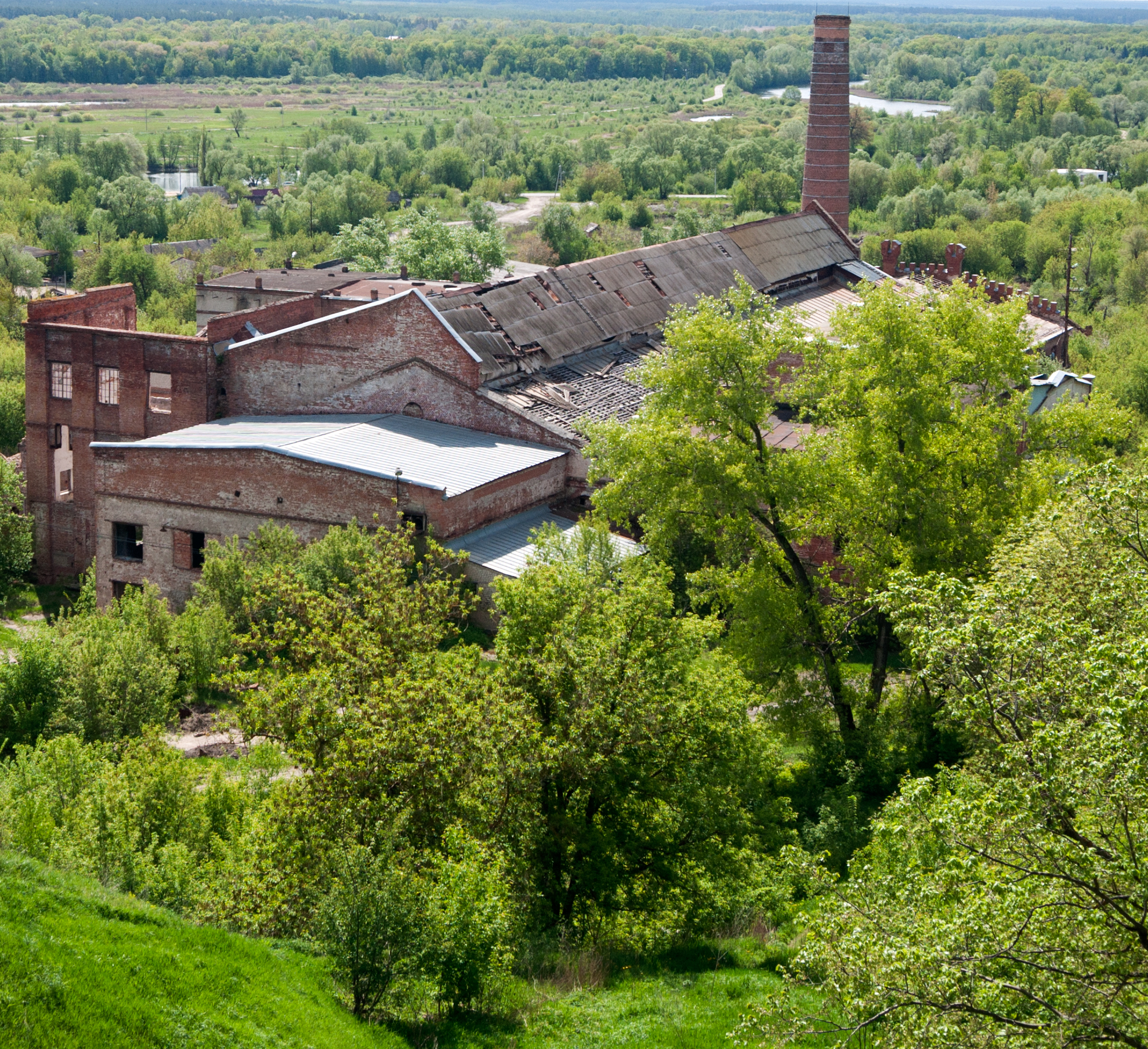
Головна будівля заводу, 2014 рік

У 1980-х роках почалася чергова реконструкція фабрики. Потім, після розпаду СРСР, 1992 року підприємство було перетворено на Акціонерне товариство відкритого типу, а 1997 року — на Відкрите акціонерне товариство «Рамонський цукор». 
З 2000-х років для фабрики почалися важкі часи. У 2004 році власником підприємства була компанія «Продімекс», яка вирішила не запускати виробництво, а просто законсервувати завод. Незабаром завод припинив своє існування і перебуває у занедбаному стані, руйнуючись.
Шість будівель 1880—1900 років будівлі є об'єктами культурної спадщини Російської Федерації регіонального значення і входять до комплексу палацу Ольденбурзьких.